# Cedar County (Nebraska)
Cedar County is een county in de Amerikaanse staat Nebraska.
De county heeft een landoppervlakte van 1.917 km² en telt 9.615 inwoners (volkstelling 2000). De hoofdplaats is Hartington.

## Bevolkingsontwikkeling

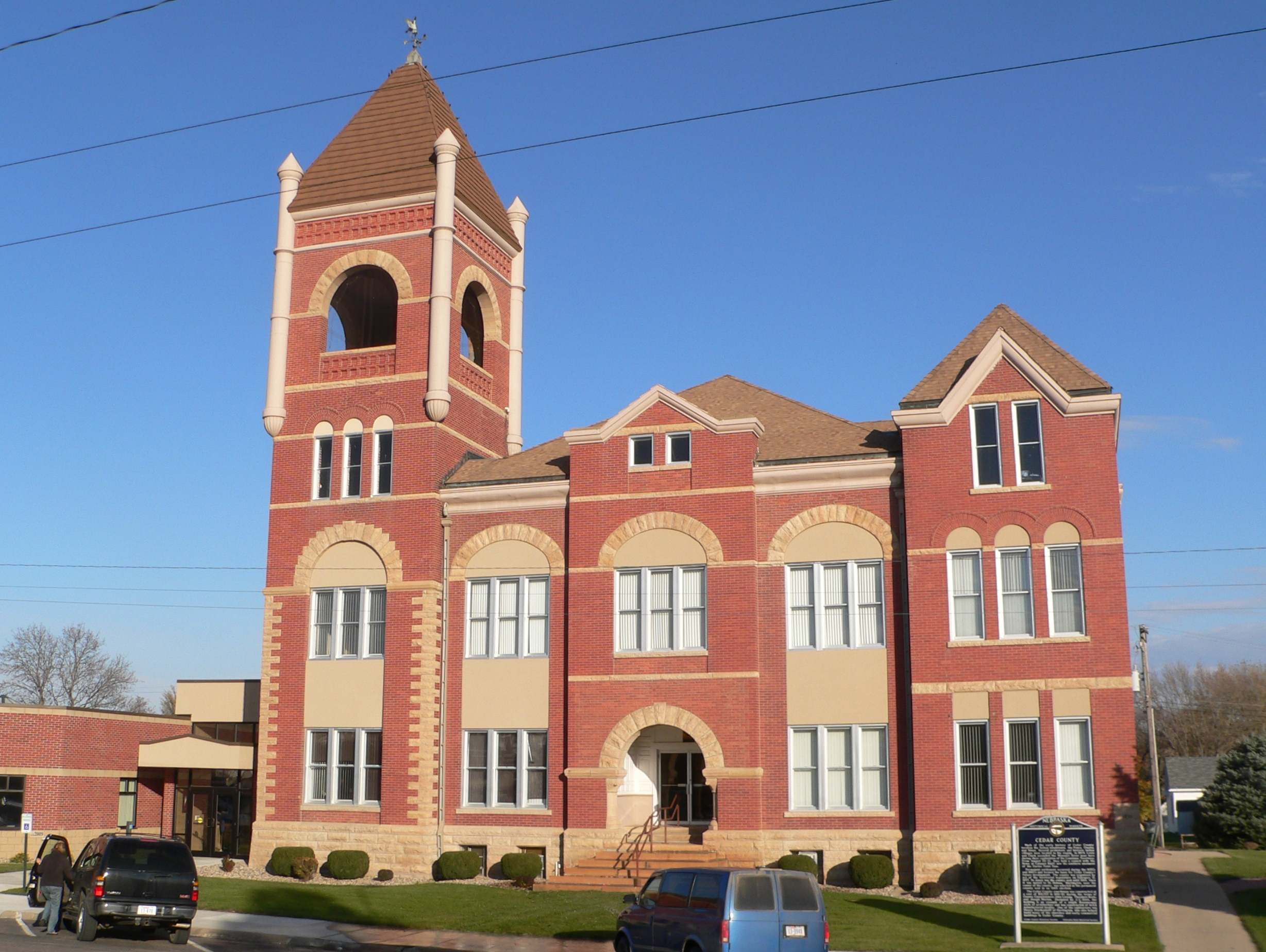
Cedar County Courthouse